# Matt McColm
Matt McColm (nacido el 31 de enero de 1965) es un actor, especialista y ex modelo estadounidense.

## Biografía
Nacido en 1965, tiene un hermano gemelo llamado Mark. Su familia proviene de Santa Bárbara. Asistió a la Bishop García Diego High School.
Ha modelado para Ralph Lauren, Gianni Versace, Calvin Klein y Doug Ordway al principio de su carrera. En la década de 1990 fue uno de los mejores modelos masculinos. Como actor, es mejor conocido por interpretar a Johnny Domino, el personaje principal de la serie de televisión Night Man de 1997-1999 y al Agente Thompson, el asesino que mata a Trinity en el clímax de The Matrix Reloaded (2003). También apareció como Vick Chamberlain, un Terminator T-888 en la serie de televisión terminator: The Sarah Connor Chronicles (2008). McColm también interpretó al hombre de confianza de Jason Statham en la película Cellular de 2004.
McColm tiene cinturón negro en Kenpo Karate, y era conocido por su físico muy musculoso. Se desempeñó como doble del cuerpo de Arnold Schwarzenegger en Terminator 2: el juicio final (1991). A menudo interpretando personajes de tipo machista, protagonizó múltiples películas de acción de bajo presupuesto durante los años 90, siendo la primera Red Scorpion 2 (1994), una secuela del la película de Dolph Lundgren. En una película, que en gran medida no tiene relación con la primera entrega, McColm aparece como el héroe principal Nick Stone, un agente de la Agencia de Seguridad Nacional. La siguiente entrada del actor en el género de acción llegó con la película Subterfuge de 1996, coprotagonizada por Jason Gould (como Alfie Slade) y Richard Brake. McColm interpretó a Jonathan Slade, un héroe militar retirado que lleva a cabo una tarea secreta para la Agencia Central de Inteligencia. La película fue llamada "un thriller de espías mediocre", pero su elenco recibió algunos elogios. Al escribir para Ultimate Action Movies, Andrew Babcock opinó que McColm "tenía el factor" y "hizo una actuación muy agradable". Concluyó que "McColm simplemente conoce la acción" y es "un artista subestimado". Un editor de Comeuppance Reviews declaró que "McColm es un héroe central mucho mejor que, digamos, Frank Zagarino y su testarudez contrasta bien con la de su hermano en la clásica forma de 'pareja extraña'".
La Asociación Internacional de Productores (IPA) lo nombró "la nueva estrella de acción de los años 90". Robert W. Welkos de Los Angeles Times declaró que McColm podría ser "la estrella de acción de próxima generación de Hollywood", siguiendo los pasos de Arnold Schwarzenegger y Sylvester Stallone. En 1997 apareció en el papel principal en la película The Protector, dirigida por Jack Gill. Interpretando a Kenneth James Conway, un ex comando y detective privado, tuvo la oportunidad de impresionar al público tanto con sus habilidades en artes marciales como con una musculatura perfecta. En una reseña de The Unknown Movies, el papel de McColm se resumió positivamente: "Se ve bien, demuestra que sabe bastante sobre artes marciales y parece estar poniendo algo de esfuerzo en su actuación". Otro comentario favorable fue escrito por Action-Flix: Se creía que McColm era "totalmente carismático en el papel de héroe" y se comparaba su expresión física con la de un "deportista de los 80". Asimismo, la actuación fue elogiada por un sitio web relacionado con el cine Dammaged Goods: "El especialista convertido en protagonista Matt McColm interpreta a Conway con un encanto pícaro mientras flexiona sus músculos y su destreza en las artes marciales. McColm, muy guapo, no se toma las cosas demasiado en serio y es un héroe bastante simpático".
En Acts of Betrayal (1997) McColm aparece como Lance Cooper, un agente del FBI que debe proteger a una damisela en apuros. El mismo año también protagonizó una película de acción de bajo presupuesto Fight and Revenge, que hoy en día se cree perdida. Interpretó al personaje principal, el sargento John Trenton, un comando estadounidense, capturado y torturado para obtener información durante su misión. En 1999, el actor filmó sus escenas para el drama de aventuras Space Cowboys, dirigido por Clint Eastwood. Interpretó al navegante de la Fuerza Aérea de los Estados Unidos llamado "Tank" Sullivan cuando era joven, mientras que James Garner interpretó a su yo mayor. La película se estrenó en agosto de 2000 con una recepción crítica positiva.
Estaba previsto que regresara como el Agente Thompson en The Matrix Resurrections (2021), aunque su personaje nunca apareció en la película final.
Estaba previsto que protagonizara una película de acción y aventuras producida por Jack Abramoff y que costó 25 millones de dólares llamada An Act of Courage. Se suponía que se filmaría en Malasia en 1992.
Su hermano gemelo, Mark, lo sustituyó en varios programas de televisión y cine. Los créditos de McColm como especialista en acrobacias incluyen Cyborg (1989), Pearl Harbor (2001), Argo (2012), The Wolverine (2013) y alrededor de setenta y cinco títulos más. En el artículo oficial de 2021 para el sitio web de reseñas de películas Rotten Tomatoes, está escrito que "McColm, de mandíbula cuadrada, ha sido un especialista muy solicitado durante más de treinta años".

## Filmografía
- 1985 St. Elsewhere (serie de televisión) como Niño universitario
- 1988 They Live como Oficial de policía
- 1989 Cyborg como Pirata / Bandido
- 1991-2001 Baywatch (serie de televisión) como Frank Riddick / Derek Hart / Drew Lawrence
- 1991 Night of the Warrior como Still Model
- 1994 Las aventuras de Brisco County Jr. (serie de televisión) como Teniente Rayford
- 1994 Red Scorpion 2 como Nick Stone
- 1996 Subterfuge como Jonathan Slade
- 1996 Mask of Death como Hombre
- 1996 American Tigers como Hombre
- 1997-1999 Night Man (serie de televisión) como Johnny Domino / Nightman
- 1997 NightMan (película de televisión) como Johnny Domino / Nightman
- 1997 The Protector como Kenneth James Conway
- 1997 Acts of Betrayal como Lance Cooper
- 1997 Fight and Revenge como Sargento John Trenton
- 2000 Space Cowboys como Tank Sullivan joven
- 2001 Bette (serie de televisión) como Handsome Man
- 2006 CSI: Miami (serie de televisión) como Jake Richmond
- 2003 The Matrix Reloaded como Agente Thompson
- 2003 Enter the Matrix (videojuego) como Agente Thompson (voz)
- 2004 Cellular como Detective Deason
- 2005 The L Word (serie de televisión) como Bouncer
- 2005 The Island como Policía
- 2005 Confessions of an Action Star como Comandante
- 2005 Mentes criminales (serie de televisión) como SWAT #1
- 2006 Southland Tales como Gorila de barra
- 2007 Live Free or Die Hard como Terrorista
- 2008-2009 terminator: The Sarah Connor Chronicles (serie de televisión) como Vick Chamberlain
- 2009 Knight Rider (serie de televisión) como First Henchman
- 2010 Iron Man 2 como Guardia
- 2011 The Mechanic como Guardaespaldas
- 2011 The Hit List como Policía del coche patrulla
- 2011 The Double como Guardia #2
- 2012 Argo como Estrella de cine luchando
- 2013 R.I.P.D. como Policía masculino
- 2014 John Wick como Matón del club[21]